# Quemchi
Quemchi este un târg și comună din provincia Chiloé, regiunea Los Lagos, Chile, cu o populație de 8.689 locuitori (2012) și o suprafață de 440,3 km2.